# Peter Žulj
Peter Antonio Žulj  (* 9. Juni 1993 in Wels) ist ein österreichisch-kroatischer Fußballspieler.

## Karriere

### Vereine
Žulj spielte zunächst von 2009 bis Juni 2011 beim SK Rapid Wien im Sturm der Amateurmannschaft. Von Juli 2011 bis Juni 2012 spielte er dann in der für den SV Grödig und debütierte dort im Profibereich. 2012/13 kehrte er wieder zum SK Rapid Wien zurück. Von Juli 2013 bis Jänner 2014 gehörte er zum Kader des TSV Hartberg. Im Jänner 2014 verließ er Wien und unterschrieb einen Vertrag beim Wolfsberger AC, wo er am 8. Februar beim 3:2-Sieg über den FC Wacker Innsbruck debütierte und durch einen direkt verwandelten Freistoß gleich den zwischenzeitlichen 1:1-Ausgleichstreffer erzielte.
Am 28. August 2015 wechselte Peter Žulj im Tausch mit Issiaka Ouédraogo vom Lavanttal in die Südstadt zum FC Admira Wacker Mödling.
Zur Saison 2016/17 wechselte er zum Ligakonkurrenten SV Ried, wo er einen bis Juni 2018 gültigen Vertrag erhielt.
Nach dem Abstieg der SV Ried wechselte er zur Saison 2017/18 zum Bundesligisten SK Sturm Graz, bei dem er einen bis Juni 2020 gültigen Vertrag erhielt.
Im Jänner 2019 wechselte er nach Belgien zum RSC Anderlecht, bei dem er einen bis Juni 2022 laufenden Vertrag erhielt. Sein erstes Spiel für Anderlecht in der Pro League absolvierte er im selben Monat, als er am 23. Spieltag der Saison 2018/19 gegen die KAS Eupen in der Halbzeitpause für Zakaria Bakkali eingewechselt wurde. In zwei Jahren in Anderlecht kam er zu 40 Einsätzen in der Pro League, in denen er jedoch ohne Torerfolg blieb.
Im Jänner 2021 wechselte Žulj per Leihe bis zum Saisonende zum türkischen Erstligisten Göztepe Izmir. Sein Debüt gab er am 16. Jänner 2021 (19. Spieltag) gegen Konyaspor, bei dem er zwei Tore machte und seinem neuen Team somit zu dem 3:2-Sieg verhalf.
Nach Ende der Ausleihe wurde Mitte Juni 2021 der endgültiger Wechsel in die Türkei vereinbart. Žulj unterschrieb bei Istanbul Başakşehir FK einen Vertrag mit einer Laufzeit von drei Jahren. In Istanbul spielte er allerdings keine große Rolle, in der Hinrunde kam er zu sieben Einsätzen, zumeist von der Bank aus. Daraufhin wurde er im Jänner 2022 nach Ungarn an den Fehérvár FC verliehen. Für Fehérvár kam er zu 13 Einsätzen in der Nemzeti Bajnokság. Zur Saison 2022/23 kehrte er zunächst nach Istanbul zurück, ehe er im August 2022 seinen Vertrag bei Başakşehir auflöste. Daraufhin wechselte er im September 2022 nach China zu Changchun Yatai. Sein Vertrag wurde zum Ende des Jahres 2024 aufgelöst.
Im Jänner 2025 wechselte er zum thailändischen Erstligisten Buriram United. Für den Verein aus Buriram kam er bis Saisonende 2024/25 in der Liga nicht zum Einsatz. Mit Buriram spielte er in der AFC Champions League Elite sowie in der ASEAN Club Championship. Im Mai 2025 gewann er mit Buriram die ASEAN Club Championship. Hier konnte man sich gegen den vietnamesischen Vertreter Công An Hà Nội FC in zwei Endspielen durchsetzen. Am 24. Mai 2025 stand er mit Buriram im Finale des FA Cups, das man mit 3:2 gegen den Erstligisten Muangthong United gewann. Eine Woche später stand er mit dem Verein im Finale des Thai League Cup. Hier schlug man im BG Stadium den Erstligisten Lamphun Warriors FC mit 2:0.

### Nationalmannschaft
Žulj lief für insgesamt drei österreichische Jugendnationalmannschaften auf (U-17/U-19/U-21) und absolvierte zusammengenommen fünf Länderspiele, für die U-21 kam er im Rahmen der EM-Qualifikation zum Einsatz.
Im März 2018 wurde er erstmals in den Kader der A-Nationalmannschaft berufen. Sein Debüt im Nationalteam gab er am 27. März 2018, als er in einem Testspiel gegen Luxemburg in der 81. Minute für Florian Grillitsch eingewechselt wurde.

## Erfolge

### Verein
SK Sturm Graz
- Österreichischer Cup-Sieger 2018

Buriram United
- ASEAN Club Championship-Sieger: 2024/25
- Thailändischer Pokalsieger: 2024/25
- Thailändischer Ligapokalsieger: 2024/25

## Auszeichnungen
- Bester Spieler der Bundesliga 2018

## Sonstiges
Sein rund ein Jahr älterer Bruder Robert steht seit Juli 2022 beim LASK unter Vertrag.